# Малий Слатник
Малий Слатник (словен. Mali Slatnik) — поселення в общині Ново Место, регіон Південно-Східна Словенія, Словенія.